# Senegaltrap
De Senegaltrap (Eupodotis senegalensis) is een vogel uit de familie van de trappen (Otididae).

## Verspreiding en leefgebied
Deze soort komt wijdverspreid voor in Afrika en telt vijf ondersoorten:
- E. s. senegalensis: van zuidwestelijk Mauritanië tot Soedan en westelijk Ethiopië, zuidelijk tot Guinee, Kameroen en de Centraal-Afrikaanse Republiek.
- E. s. canicollis: van Ethiopië en Somalië tot noordoostelijk Tanzania.
- E. s. erlangeri: zuidwestelijk Kenia en westelijk Tanzania.
- E. s. mackenziei: van oostelijk Gabon tot oostelijk Angola en westelijk Zambia.
- E. s. barrowii: Botswana en oostelijk Zuid-Afrika.